# Tóth Tibor (fotóművész)
Tóth Tibor (Tét, 1960. július 2. –) fotóművész.

## Pályafutása
1974–1978 között a Jedlik Ányos Gépipari Szakközépiskola tanulója volt.
1983-ban fényképészi majd 1984-ben fotográfus-mester oklevelet szerez.
1984–1986 között a Pannonhalmi Fotóklub vezetője. 1985-től Győrben elsőként végzett színes fotóelőhívást és fényképkidolgozást.
1990-ben megalakította a STABIL Reklámstúdiót, a térség első reklám- és grafikai cégét.
2000-től elkészítette Képes Krónikás címmel selyemkötésű, akvarellekkel és grafikákkal illusztrált könyvsorozatát Győr – Budapest – Sopron – Komárom/Komarno – Mosonmagyaróvár városokról.
2010-ben kiadta Győr városáról a Győr, a hangulatos város című albumot 500 művészi fotóval, magyar, angol, német, orosz nyelven. Ismert munkái közül: Brazília–Peru–Bolívia képekben című fotósorozat, melyet több helyen is bemutatott.
2021-ben Győr 750 éves évfordulójának jubileumi exkluzív könyvét készítette. Magyar -angol-német nyelven olvasható.
A művészi album az 59 helyi kötődésű alkotó - grafikusok, fotósok, üvegművészek, festők, szobrászok - munkáiból.
„Míves kiadvány született a város születésnapjára.” – hangsúlyozta dr. Dézsi Csaba András ünnepi beszédében, majd hozzátette: „A hiánypótló kiadvány színes palettát rajzol művészeinkről, érzelemvilágukról, városunkról, jelezve azt a hátteret, ami a győriség mögött van, megmutatja, hogy kik vagyunk és mire lehetünk büszkék.”

## Czigány György - Tóth Tibor: Képes krónikás - Budapest 2004[2]
- Győr – a hangulatos város (Moly.hu)
- https://www.kisalfold.hu/gyor-es-kornyeke/peru-bolivia-cimu-fotokiallitas-2752102/%5B%5D
- https://mywed.com/hu/photographer/tibortoth/
- https://www.gyoriszalon.hu/news/15316/102/Gy%C5%91r-750-m%C5%B1v%C3%A9szeti-album-a-helyi-k%C3%B6t%C5%91d%C3%A9s%C5%B1-grafikusok-fest%C5%91k-szobr%C3%A1szok-munk%C3%A1ib%C3%B3l
- https://www.kisalfold.hu/eletstilus/helyi-eletstilus/konyvbemutato-a-gyor-750-cimu-kotet-helyi-kotodesu-grafikusok-festok-szobraszok-munkaibol-valogat-11004232/ Archiválva 2021. szeptember 18-i dátummal a Wayback Machine-ben
- https://www.gyorplusz.hu/gyor/legyunk-buszkek-magunkra/